# Carlo Bergamini (F590)
Cet article concerne la frégate lance-missiles. Pour l'amiral italien, voir Carlo Bergamini.
Le Carlo Bergamini (numéro de coque F590) est une frégate lance-missiles de la Marina militare italienne, la première unité de Frégate multimission FREMM et la première unité dans une version multimission. La frégate Bergamini été construite au chantier naval de Riva Trigoso le 7 janvier 2008 et a été lancée le 16 juillet 2011. 
Cette unité peut être utilisée dans divers contextes opérationnels, généralement dans des missions de police à la mer, en opposition aux menaces de surface, pour la surveillance et la réalisation de missions d’information, pour de la coordination et du contrôle des actions contre la côte, pour transporter des forces spéciales et l’utilisation d’armes contre des cibles, pour de l'assistance humanitaire en cas de catastrophes naturelles.
Le Virginio Fasan et le Carlo Margottini sont configurés pour la lutte anti-sous-marine (ASW pour Anti Submarine Warfare). 
Elle honore la mémoire de l'amiral Carlo Bergamini, commandant en chef la Regia Marina, ainsi que celles des 1 352 marins morts à bord du cuirassé Roma, coulé par la Luftwaffe le 9 septembre 1943. Elle reprend le nom d'une précédente frégate en service entre 1962 et 1983, dont les unités de cette classe ont été opérationnelles entre 1960 et 1990.

## Lancement

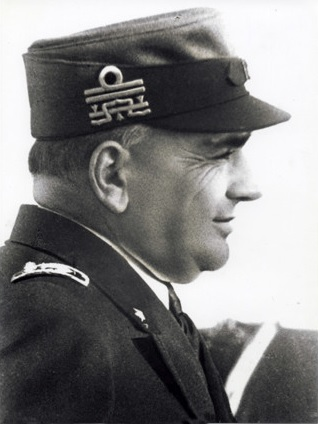
L'Amiral Bergamini, à qui le navire doit son nom.

Le 16 juillet 2011, aux installations de Fincantieri à Riva Trigoso, la cérémonie de lancement (symbolique, due aux conditions de vent) du navire a eu lieu, en présence du chef de la défense, le général Biagio Abrate, du chef d'état-major, de l'Ammiraglio di squadra Bruno Branciforte, et le PDG de Fincantieri, Giuseppe Bono. La marraine du lancement était Maria Bergamini Loedler, nièce de l'amiral Carlo Bergamini, à qui le navire doit son nom.
Le premier commandant du Carlo Bergamini était le commandant Giovanni Luca Binelli Mantelli, également commandant adjoint du Comforpat (commandement des forces de patrouille) d'Augusta.

## Service opérationnel
Le 6 octobre 2011 a lieu sa première sortie à la mer. Le 14 septembre 2012, commandée par le capitaine Gianmarco Conte, le bâtiment entre dans la base navale de Mar Grande à Tarente, à l'issue des célébrations du naufrage du cuirassé Roma, puis fait route dans le golfe de Tarente jusqu'en août 2013, pour une série d'essais effectuées par le personnel du centre de formation navale aérienne et navale afin de certifier la fonctionnalité de tous les systèmes embarqués et d'effectuer des essais d'intégration du système de combat, du système de commandement et de contrôl ainsi que des essais à la mer et à quai.
La frégate est officiellement intégrée à la Marine italienne le 29 mai 2013 à l'arsenal de La Spezia. Le pavillon de combat est livré le 16 octobre 2013 dans le port d'Ancône. En novembre 2014, le bâtiment commence, dans le cadre de sa campagne longue durée « Le système de pays en mouvement », la navigation pour la circumnavigation de l'Afrique avec le 30e groupe naval.

## Caractéristiques

### Armement

#### Missiles
- 4 missiles Teseo Mk2
- 4 missiles Milas / A ASu
- 16 cellules VLS Sylver pour MBDA Aster 15 et 30 (antiaérien et anti-missile)

#### Canons
- 1 canon Otobreda 127/54 Compact est utilisé pour le tir naval contre la côte et la lutte antiaérienne (possibilité de tirer des munitions guidées Vulcano).
- 1 canon canon super rapide 76/62 avec la possibilité de tirer des munitions Davide.
- 2 mitrailleuses OTO Melara KBA 25/80
- 2 lanceurs SLAT pour les déceptions anti-torpilles
- 2 lance-roquettes SCLAR-H pour les déceptions ECM
- 2 systèmes déclenchés pour le lancement de torpilles MU-90

### Détection électronique

#### Radars
- Un radar aérien de type MFRA est installé.
- Un radar de surface MM SPS-791.
- Radar de navigation MM SPN - 753.
- Sonar Discovery du type UMS 4110 CL.
- Sonar de navigation du type MAS.
- Système de commande et de contrôle CMS.

## Devise et emblème
La devise du navire Carlo Bergamini est Avec force et fidélité, traduction en français du latin Fortiter ac fideliter, identique à la devise utilisée précédemment par la précédente unité baptisée du nom de Carlo Bergamini, la frégate Carlo Bergamini lancée en 1960.
La crête est commune à toutes les unités. Elle représente les trois quarts du profil du navire pour mettre en évidence les capteurs, les nouvelles pièces équipées du FREMM et les caractéristiques de furtivité, déjà présentes sur les patrouilleurs de classe Comandanti. Sur le fond bleu, la devise de l'appareil et son badge optique (F 590) sont clairement visibles. À gauche, l'image de la crête des corvettes rapides (ici le profil du visage de Carlo Bergamini), cette dernière dans la lignée des années 1960 aux années 1980 et dont le nom est lié aux mêmes médailles dont les nouvelles FREMM portent aujourd'hui le nom. Pour encadrer le corps de la crête, le nom de l'unité et la couronne à tourelle et à rostre, symbole de la marine italienne.